# Tiago Camilo
Tiago Henrique de Oliveira Camilo, (* 24. května 1982 v Tupã, Brazílie) je brazilský zápasník – judista, majitel stříbrné a bronzové olympijské medaile z let 2000 a 2008.

## Sportovní kariéra
Vyrůstal v Bastosu nedaleko Tupã. S judem začal v 5 letech po vzoru svého staršího bratra Luize. Ve 14 letech využil možnosti trénovat s bratrem v São Paulu, kde dosáhl prvních velkých úspěchů. V roce 2001 se přesunul do São Caetano, ale výkonnostně stagnoval. V roce 2006 přešel do tréninkové skupiny Sogipa v Porto Alegre, kde oprášil svůj talent.
Jako talentovaného juniora ho trenéři na začátku roku 2000 vzali do Francie na velký Pařížský turnaj, kde obsadil nečekané druhé místo. Na brazilské olympijské kvalifikaci porazil ve finále tehdejší jedničku Sebastiana Pereiru a v 18 letech vybojoval účast na olympijských hrách v Sydney. Sezónu snů korunoval stříbrnou olympijskou medaili, když ve finále nestačil na zkušeného Itala Giuseppe Maddaloniho. Nečekaný úspěch ho v Brazílii vynesl na přední místa v popularitě a sezonu 2001 pojal odpočinkově. V roce 2002 změnil působiště, trenéra a váhovou kategorii. V polostřední váze se však dlouho neuměl prosadit, v roce 2004 prohrál ve finále brazilské olympijské kvalifikace s Fláviem Cantem a přišel o účast na olympijských hrách v Athénách.
Na přední příčky nejen v Brazílii, ale i ve světě se vrátil v roce 2007 po přestupu do tréninkové skupiny Sogipa. V roce 2008 patřil k velkým favoritům na jednu z olympijských medailí na olympijských hrách v Pekingu, ale los k němu nebyl přívětivý. V prvním kole nastoupil proti Japonskému favoritu Takaši Onovi a v jednom z nejkrásnějších soubojů turnaje po minutě boje získal wazari za techniku uki-waza. V polovině zápasu přidal juko za o-uči-gari a během další akce duel ukončil kontrachvatem uči-mata-gaeši za druhé wazari. Ve čtvrtfinále ho však čekal německý gladiátor Ole Bischof. Ten ho po celý zápas nepustil do úchopu a v polovině zápasu se navíc ujal vedení na wazari, které 20s potvrdil druhým wazari. Spadl do oprav, ve kterém potvrdil dobrou formu, v zápase o 3. místo porazil unaveného Nizozemce Guillaume Elmonta a vybojoval bronzovou olympijskou medaili.
Od roku 2009 přestoupil do střední váhové kategorie, ve které si bez větších potíží zajistil třetí účast na olympijských hrách v Londýně v roce 2012. Formu opět načasoval, v semifinále však neuhlídal seoi-nage Jihokorejce Song Te-nama a zůstal před branami finále. V boji o třetí místo potom nestačil na silové judo Iliase Iliadise z Řecka a obsadil 5. místo.
V roce 2013 si během turnaje mistrů v Ťumeni poranil rameno a na tatami se vrátil až po roce. V roce 2016 startoval jako domácí reprezentant na olympijských hrách v Riu a od prvního kola předváděl své krásné technické judo. V úvodním kole s Jihoafričanem Zackem Piontekem střídal jeden nástup do techniky za druhým a v závěru zvítězil na ippon technikou tai-otoši. V dalším kole proti němu stál Ázerbájdžánec Mammadali Mehdijev a opět jako v předchozím kole se snažil zápas ukončit časovým limitem. V polovině hrací doby vedl na juko, ale minutu před při pokusu o chvat skočil doslova Mehdijevovi do náruče a ten ho pohotově hodil technikou ura-nage na wazari. V poslední minutě dělal maximum aby soupeřův bodový náskok smazal, ale Mehdijev i za cenu tří penalizací náskok udržel.

### Vítězství
- 2009 – 1× světový pohár (Belo Horizonte)
- 2010 – 1× světový pohár (Madrid)
- 2011 – 1× světový pohár (Amsterdam)

## Výsledky
| Olympijské hry          |    |   | 2. |   |   |   | — |     |   |    | 3. |     |    |     | 5. |    |     |     | úč. |  |  |  |  |
| Mistrovství světa       |    | — |    | — |   | — |   | úč. |   | 1. |    | úč. | 7. | úč. |    | —  | úč. | úč. |     |  |  |  |  |
| Panamerické hry         |    | — |    |   |   | — |   |     |   | 1. |    |     |    | 1.  |    |    |     | 1.  |     |  |  |  |  |
| Panamerické mistrovství | —  | — | —  | — | — | — | — | 1.  | — | 1. | —  | —   | —  | —   | —  | 2. | 1.  | 1.  | 1.  |  |  |  |  |
| MS juniorů              | 1. |   | —  |   |   |   |   |     |   |    |    |     |    |     |    |    |     |     |     |  |  |  |  |